# TT215
La tombe thébaine TT 215 est située à Deir el-Médineh, dans la nécropole thébaine, sur la rive ouest du Nil, face à Louxor en Égypte.
C'est la sépulture d'Aménémopé, scribe royal, qui vivait sous les règnes de Séthi Ier et Ramsès II (XIXe dynastie). L'actuelle tombe d'Aménémopé est la TT265.
Ses parents, Minmosé et Isis sont mentionnés dans la tombe TT335. Sa femme s'appelle Hathor.